# .ml
‎.ml‏ دامنه اینترنتی اختصاص داده شده به مالی است.